# Blanche Barretta
Marie Héloïse Rose Blanche Barretta, née le 22 avril 1855 à Avignon et morte le 1er janvier 1939 à Paris 1er,, est une actrice française.

## Biographie
Lorsque son père, qui tenait un hôtel à Avignon, vint s’établir à Paris avec sa famille, elle fit connaissance de Sarah Bernhardt. Remarquant en elle de précoces dispositions, cette dernière lui conseilla de suivre la carrière théâtrale. Après avoir joué, dès l’âge de neuf ans, le rôle de la petite fille dans le Supplice d’une femme (1865), elle fut admise, à douze ans, au Conservatoire en 1868.
À sa sortie, en 1872, avec un second prix, elle débuta à l’Odéon et fut très remarquée, l’année suivante, dans le rôle d’Agnès de l’École des femmes, bien que, selon un critique, elle y montrât « un accent contemporain et personnel ». En 1873, elle passa au Vaudeville.
En 1875, Émile Perrin n’hésita pas à lui proposer un engagement à la Comédie-Française, où elle obtint un vif succès dans le personnage de Victorine du Philosophe sans le savoir et dans le Mariage de Victorine, de George Sand. L’année suivante, le 1er juillet 1876, elle fut élue sociétaire.
Cette actrice au talent souple et fin, au charme pénétrant, s’est particulièrement fait applaudir dans Daniel Rochat (dans le rôle d’Esther), Le Fils naturel (dans le rôle d’Hermine), Les Corbeaux, Antigone, Le Gendre de Monsieur Poirier, Le Flibustier, L’Ami Fritz, le Mariage de Figaro (dans le rôle de Suzanne).
Au commencement de l’année 1885, elle épousa Gustave Worms, sociétaire de la Comédie-Française, dont elle eut Jean Worms, devenu lui aussi comédien, et la femme de lettres Rose Worms-Barretta. Elle a pris sa retraite le 25 janvier 1902. Elle repose au cimetière de Passy.
Blanche Baretta avait une sœur aînée, Rose Baretta (décédée en 1877), qui fut également pensionnaire à la Comédie-Française de 1864 à 1869.

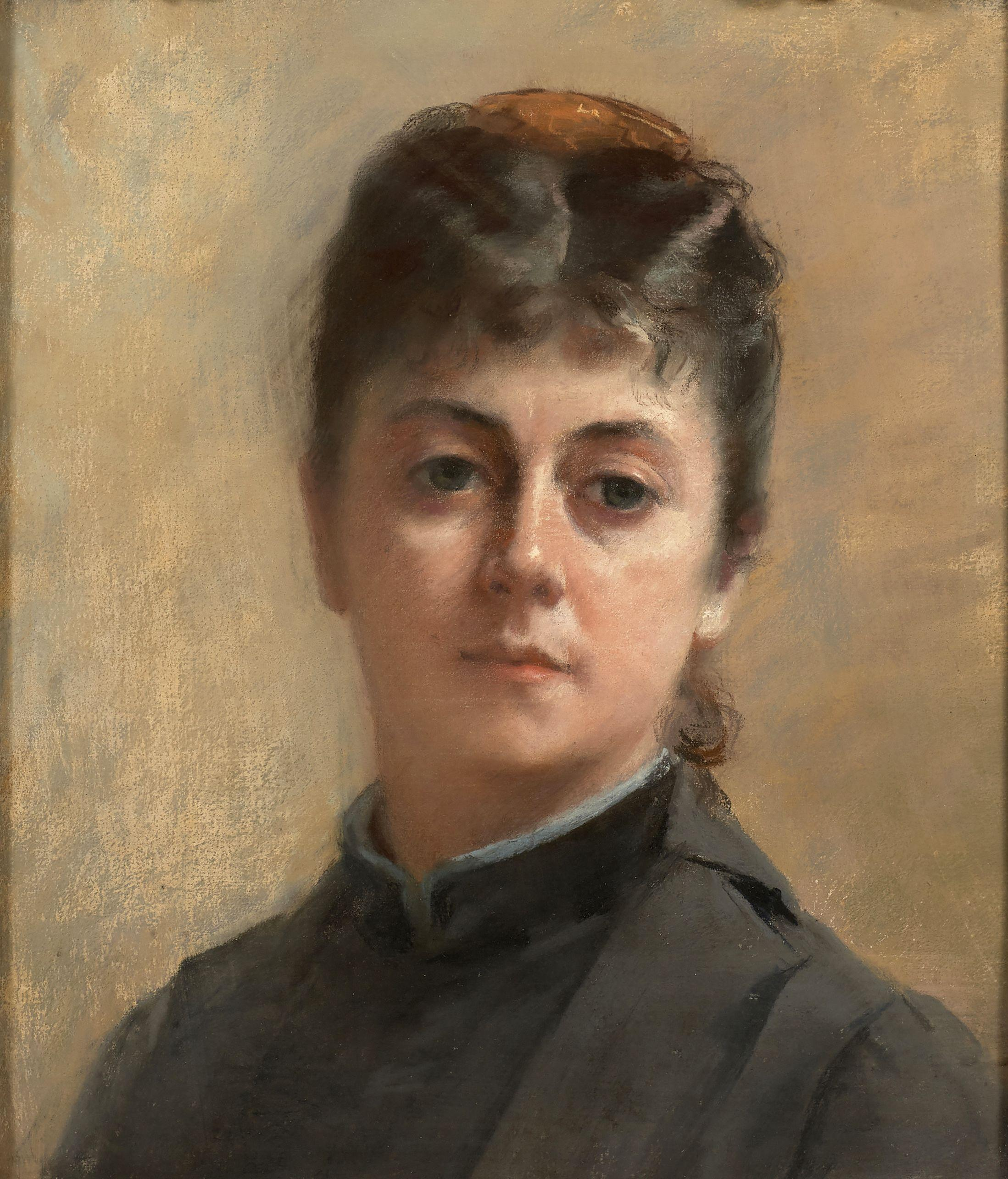
Portrait présumé de Blanche Worms, née Barretta, comédienne, Fanny Fleury

## Théâtre

### Carrière à la Comédie-Française
Entrée en 1875
Nommée 301e sociétaire en 1876
Départ en 1901
- 1874 : Phèdre de Jean Racine : Aricie
- 1875 : Le Philosophe sans le savoir de Michel-Jean Sedaine : Victorine
- 1876 : Le Mariage de Victorine, comédie de George Sand : Victorine
- 1876 : Le Luthier de Crémone, comédie de François Coppée : Giannina[6]
- 1877 : Les Plaideurs de Jean Racine : Isabelle
- 1877 : Le Barbier de Séville de Beaumarchais : Rosine
- 1877 : Esther de Jean Racine : une jeune Israélite
- 1878 : Athalie de Jean Racine : Zacharie
- 1879 : Le Mariage de Figaro de Beaumarchais : Fanchette
- 1879 : Ruy Blas de Victor Hugo, musique de Léo Delibes : Casilda
- 1880 : Daniel Rochat, comédie de Victorien Sardou : Esther Henderson[6]
- 1880 : L'Impromptu de Versailles de Molière : Mlle Molière[6]
- 1880 : Les Femmes savantes de Molière : Henriette[7]
- 1881 : Le Mariage de Figaro de Beaumarchais : Suzanne
- 1885 : Antoinette Rigaud, comédie de Raimond Deslandes : Antoinette[6]
- 1886 : L'Avare de Molière : Élise[8]
- 1887 : Raymonde d'André Theuriet : Raymonde
- 1888 : La Cigale chez les fourmis d'Eugène Labiche et Ernest Legouvé : Henriette
- 1888 : Le Flibustier de Jean Richepin : Janie[6]
- 1888 : François le Champi, comédie de George Sand : Mariette Blanchel[6]
- 1890 : Une famille, comédie de Henri Lavedan : Marie Féral[6]
- 1892 : Froufrou de Henri Meilhac et Ludovic Halévy : Louise[6]
- 1897 :  Tristan de Léonois de Armand Silvestre : Oriane[6]
- 1899 : La Conscience de l'enfant, comédie de Gaston Devore : Eugénie

### Hors Comédie française
- 1874 : La Maîtresse légitime, comédie de Louis Davyl, Théâtre de l'Odéon : Geneviève
- 1875 : L'Oiseau bleu de Pierre Elzéar, Hôtel de Luynes : Blanche
- 1894 : Le Flibustier, comédie lyrique de Jean Richepin, musique de César Cui, Théâtre de l'Opéra-Comique : Janik